# José Ignacio Ascasibar Zarrao
José Ignacio Ascasibar Zarrao (Elgeta, 28 de novembre de 1943) va ser un ciclista basc que fou professional entre 1969 i 1971.

## Palmarès
- 1969
  - 1r al Gran Premi de Biscaia